# Edizioni Chillemi
Edizioni Chillemi è una casa editrice italiana nata in una vecchia tipografia negli anni quaranta  a ridosso della seconda guerra mondiale a Roma.
Specializzata attualmente in pubblicazioni storiche, oltre a testi specialistici, ha pubblicato diverse collane di Storia militare dedicate allo studio delle tattiche e delle strategie nei diversi periodi storici: dall'antichità ai giorni nostri. La casa editrice ha collaborato per la ricorrenza del 25 aprile con l'Associazione Nazionale Partigiani d'Italia, attraverso il suo periodico Patria Indipendente.

## Autori principali
Grazie alla collaborazione con altre entità editoriali, si sono raccolti attorno a questa testata un buon numero di autori specializzati in storia militare, sempre sotto il motto della casa editrice, che deriva dall'Atto Costitutivo dell'UNESCO del 16-11-1945:
"Poiché le guerre hanno origine nella mente degli uomini, nella mente degli uomini si debbono costruire le difese della pace."
| - Riccardo Affinati - Pierluigi Romeo di Colloredo - Marco Marzilli - Mario Ragionieri - Franco Verdoglia - Alberto Peruffo | - Alberto Rosselli - Gerardo Severino - Giovanni Cecini - Anel Anivac - Falco Verna - Luca e Marco Maurino |

## Opere principali
Al momento la casa editrice, con le sue monografie, è una delle poche entità editoriali a livello nazionale con uscite mensili, specializzata nella storia militare.